# Чубарьян, Александр Александрович
Александр Александрович Чубарьян (также известный как Саша Чубарьян и как Sanych) — российский писатель жанра киберпанк.

## Биография
Родился 19 ноября 1974 года в городе Ростов-на-Дону. Получил среднее образование. Поступил в Ростовский институт народного хозяйства, но вскоре бросил обучение и устроился работать продавцом, бухгалтером, грузчиком и дворником на оптовый склад морепродуктов. Дебютные рассказы публиковались в ростовской газете «Ковчег Кавказа» и в её литературном приложении — журнале «Ковчег».
В 2003 году Саша Чубарьян выпустил книгу «Игры в жизнь», посвященную любителям компьютерных игр на грани между виртуальной и настоящей реальностью. Второй роман «Полный root» рассказывает о людях, которые находятся в фантастическом сетевом пространстве, управляемом искусственным интеллектом. Эта книга вышла тиражом в 50 тысяч экземпляров и сразу стала бестселлером.
В дальнейшем написал несколько книг в жанре киберпанк.
Сам автор говорит, что в своих произведениях он выражает своё отношение к каннибализму, исчезновению редких видов растений, массовой истерии и к другим, не менее важным проблемам XXI века.

## Книги Александра Чубарьяна
- Игры в жизнь
- Полный root (позже переиздавалась под названием Хакеры)
- Точка невозврата
- Миллион для идиотов
- Хакеры. Basic[1]
- Хакеры 2. Паутина[2]
- Грешники. Корпорация кольцо

## Экранизации
| Год  | Страна | Название             | Режиссёр                      | Примечание                                   |
| ---- | ------ | -------------------- | ----------------------------- | -------------------------------------------- |
| 2009 | Россия | «На игре»            | Павел Санаев                  | Сценарист, экранизация романа «Игры в жизнь» |
| 2010 | Россия | «На игре 2»          | Павел Санаев                  | Сценарист, экранизация романа «Игры в жизнь» |
| 2012 | Россия | «Геймеры»            | Михаил Шевчук                 | Сценарист, экранизация романа «Игры в жизнь» |
| 2013 | Россия | «Личность 74»        | Игорь Рено                    | Сценарист, экранизация рассказа «Биограф»    |
| 2015 | Россия | «Выжить после-2»     | Душан Глигоров                | Сценарист                                    |
| 2016 | Россия | «Выжить после-3»     | Душан Глигоров                | Сценарист                                    |
| 2018 | Россия | «Лишний»             | Руслан Ибрагимов              | Сценарист                                    |
| 2018 | Россия | «Этим пыльным летом» | Наталья Хлопецкая             | Сценарист                                    |
| 2019 | Россия | «Перелётные птицы»   | Фатьянов, Владимир Михайлович | Сценарист                                    |
| 2020 | Россия | «Танцы на песке»     | Владимир Койфман              | Сценарист                                    |